# 徐炳光
徐炳光博士，出生於英屬香港，為香港螺絲業工業家，誠興集團創辦人兼總裁，同時身兼多項公職，現任香港螺絲業協會創會主席及香港中華廠商聯合會副會長等。

## 簡歷
徐氏從事螺絲行業40餘年，由其創辦的誠興行實業有限公司於1977年在香港成立，起初以貿易為主，至1993年開始打造自己品牌的螺絲，並提供從生產、檢測至出貨的壹站式服務。徐氏於2003年牽頭成立香港螺絲業協會，現為該會永遠名譽主席，其豐富的行業經驗，於業內及傳媒中，被稱為「螺絲大王」。
徐炳光現任創新及科技基金創新及科技支援計劃評審委員會委員、東區撲滅罪行委員會委員、香港中華廠商聯合會副會長，並在東莞市鳳崗外商投資企業協會、香港創新科技及製造業聯合商會、香港科技協進會等多個商社團中擔任要職。徐炳光自2011年擔任孔聖堂中學校董，並於2015年獲正式委任為該校校監，貢獻母校。
香港01報導，廠商會今年底選新會長，兩位副會長吳宏斌和徐炳光 （页面存档备份，存于）有意競逐會長之位，但早前卻爆出傳聞，有會董被指冒名取走選票，這風波最終告上法庭。廠商會副會長史立德及其印刷公司近日入稟高院，控告有「螺絲大王」之稱的徐炳光透過社交媒體散佈誹謗言論，要求法庭頒禁制令和索取賠償。
史立德指徐炳光在社交媒體發誹謗言論。原告為史立德及他旗下的華彩印刷有限公司，被告則是徐炳光。入稟狀透露，徐上周四和五透過WhatsApp、WeChat和電郵向廠商會成員和其他非成員散佈針對史立德及其印刷公司的誹謗言論。
原告要求要求法庭頒禁制令，禁止被告繼續發佈、轉發、刊登或參與有關的誹謗言論，並就誹謗索取賠償。廠商會今年底將改選新會長，目前正進行新會董的選舉，控廠商會規則，先由約數千名會員選出100多名會董，再由會董互選會長。今屆有意角逐會長的徐炳光有「螺絲大王」之稱，是誠興集團創辦人，至於吳宏斌則從事珠寶首飾，是寶星首飾廠董事總經理。案件編號：HCA2379/2017
徐炳光先生反駁吳宏斌完全捏造事實。

## 資料來源
1. ↑  . shing-hing.com.hk.   [2015-12-16]. （原始内容存档于2016-12-09）.
2. ↑  . hk-sfc.org.hk. （原始内容存档于2016-02-29）.
3. ↑  . cma.org.hk.   [2015-12-16]. （原始内容存档于2018-06-24）.
4. ↑  . chss.edu.hk.   [2015-12-16]. （原始内容存档于2019-12-07）.